# 塞里尼亚克 (洛特省)
塞里尼亚克（法語：Sérignac，法語發音：[seʁiɲak]）是法国洛特省的一个市镇，属于卡奥尔区。

## 地理
塞里尼亚克（44°26'3"N, 1°6'17"E）面积18.44 平方千米，位于法国奧克西塔尼大區洛特省，该省份为法国西南部内陆省份，北起顺时针与科雷兹省、康塔爾省、阿韦龙省、塔恩-加龙省、洛特-加龍省和多尔多涅省接壤。
与塞里尼亚克接壤的市镇（或旧市镇、城区）包括：弗洛雷萨、拉卡佩勒卡巴纳克、莫鲁、马斯基耶尔、波特迪凯尔西。

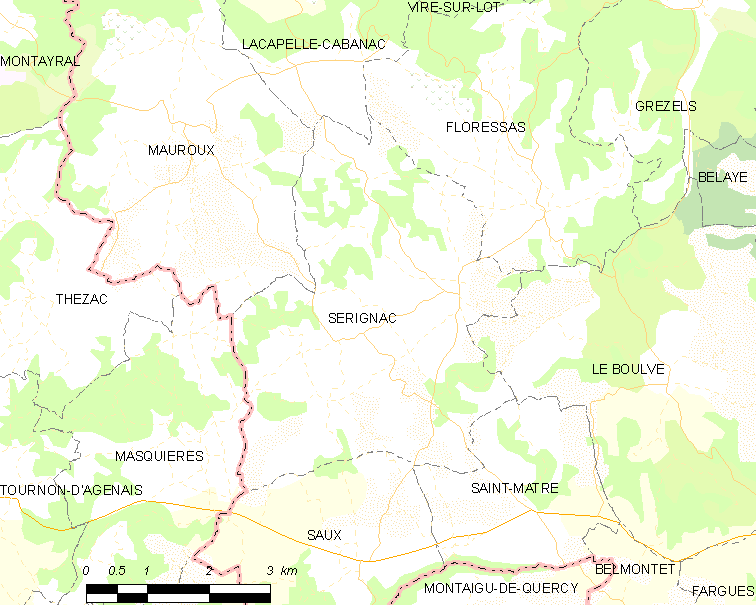
的OSM定位图

塞里尼亚克的时区为UTC+01:00、UTC+02:00（夏令时）。

## 行政
塞里尼亚克的邮政编码为46700，INSEE市镇编码为46305。

## 政治
塞里尼亚克所属的省级选区为皮莱韦克县。

## 人口

1962-2008年间人口变化图示

塞里尼亚克于2022年1月1日时的人口数量为334人。